# 2008年度香港名牌選舉得獎名單
2008年度香港名牌選舉及2008年度香港服務名牌選舉由香港品牌發展局和香港中華廠商聯合會聯合主辦，共頒發30個獎項，包括15個「香港名牌選舉」的製造商品牌及13個「香港服務名牌選舉」服務商品牌。
而今屆起，主辦機構決定增設「香港名牌十年成就獎」，獲獎者必須是於10年或以前首次獲得「香港卓越名牌」的企業，亦沒有頒發「最具潛質品牌」。
頒獎禮於2009年1月20日假香港會議展覽中心201室舉行，由香港財政司司長曾俊華太平紳士擔任主禮嘉賓。

## 獲獎名單

### 香港名牌選舉
香港卓越名牌
- 2036靈芝孢子
- Dr. Kong
- 德國寶
- 刀嘜

香港名牌
- 家得路
- 力勁
- 珮夫人
- 菓汁先生
- 鴻星
- 太古
- 同珍
- 維特健靈五色靈芝

網上最受歡迎品牌
- 鴻星

香港名牌十年成就獎
- 雅芳婷
- 李錦記
- 榮華

### 香港服務名牌選舉
香港卓越服務名牌
- 實惠

香港服務名牌
- 唐安麒美顏瘦身專門店
- 挑戰者汽車美容
- 彩福皇宴
- DSC直銷中心
- 香港商機
- Jackeline綠葉療膚中心
- 米蘭站
- 港鐵公司
- 噴射飛航
- 九倉電訊

最具潛質服務品牌
- 功德林上海素食

網上最受歡迎服務品牌
- 實惠